# Біхарський слюдоносний район
Біхарський слюдоносний район — група родовищ мусковіту в Індії.

## Історія
Розробляється з середини XIX ст.

## Характеристика
Довжина — 160 км, ширина — 16-25 км.
Приурочений до виходу архейських кристалічних сланців і прориваючих їх ґнейсоподібних гранітів. Пегматитові жили плагіоклаз-кварц-мусковітового складу залягають головнив чином в слюдяних сланцях. Форма жил — лінзоподібна, пластинчата, трубовидна (довж. 20-90 м, до 300 м, потужність до 30 м). Вміст крупнокристалічного мусковіту до 180 кг/м³, вихід листової слюди з сирцю бл. 17 %.

## Технологія розробки
Родовища розробляються дрібними приватними кар'єрами і шахтами.
Попутно добувають берил, колумбіт і уранініт.